# AZ '67 in het seizoen 1980/81
Het seizoen 1980/1981 was het 14e jaar in het bestaan van de Alkmaarse betaaldvoetbalclub AZ '67. De club werd voor het eerst landskampioen. Ook won het de KNVB beker en behaalde daarmee de dubbel. Tevens werd de finale van de UEFA Cup bereikt, waarin over twee wedstrijden verloren werd van Ipswich Town (4–5). Het was voor het eerst in 16 jaar dat er een club de hegemonie van de traditionele top 3 Ajax, Feyenoord en PSV wist te doorbreken.

## Wedstrijden

### Eredivisie
|       | Ajax  | Excelsior | Feyenoord | Go Ahead Eagles | FC Groningen | FC Den Haag | MVV   | NAC   | N.E.C. | PEC Zwolle | PSV   | Roda JC | Sparta Rotterdam | FC Twente | FC Utrecht | FC Wageningen | Willem II |
| ----- | ----- | --------- | --------- | --------------- | ------------ | ----------- | ----- | ----- | ------ | ---------- | ----- | ------- | ---------------- | --------- | ---------- | ------------- | --------- |
| Thuis | 0 – 1 | 2 – 1     | 5 – 2     | 4 – 1           | 5 – 0        | 4 – 0       | 4 – 1 | 6 – 1 | 6 – 1  | 1 – 0      | 2 – 0 | 3 – 0   | 3 – 2            | 0 – 0     | 2 – 1      | 1 – 0         | 3 – 3     |
| Uit   | 1 – 2 | 1 – 3     | 1 – 5     | 1 – 3           | 1 – 4        | 0 – 4       | 1 – 3 | 1 – 4 | 0 – 0  | 0 – 3      | 0 – 3 | 2 – 2   | 3 – 7            | 1 – 1     | 2 – 2      | 1 – 2         | 0 – 2     |

### KNVB beker
| 2e ronde                                        | AZ '67                                                                                    | 4 – 1 (1 – 0) | sc Heerenveen                                                   |
| 15 november 1980 Plaats: Alkmaar Alkmaarderhout | Jan Peters 11', 62', 74' Kees Kist 81'                                                    |               | 48' Bert Gotink                                                 |
| 3e ronde                                        | AZ '67                                                                                    | 5 – 2 (1 – 0) | FC Vlaardingen '74                                              |
| 24 januari 1981 Plaats: Alkmaar Alkmaarderhout  | Pier Tol 21' John Metgod 60' Kees Kist 64', 64' (pen.) Kristen Nygaard 89'                |               | 64' (e.d.) Richard van der Meer 75' Patrick Meynhard van Schoor |
| Kwartfinale                                     | FC Haarlem                                                                                | 1 – 1 (1 – 1) | AZ '67                                                          |
| 25 februari 1981 Plaats: Haarlem Jan Gijzenkade | Terry Hendriks 1'                                                                         |               | 4' Kurt Welzl                                                   |
| Kwartfinale (replay)                            | AZ '67                                                                                    | 3 – 1 (1 – 0) | FC Haarlem                                                      |
| 1 april 1981 Plaats: Alkmaar Alkmaarderhout     | Pier Tol 28' Kristen Nygaard 46' Jan Peters 90'                                           |               | 48' Alwin Leysner                                               |
| Halve finale                                    | Go Ahead Eagles                                                                           | 2 – 2 (2 – 0) | AZ '67                                                          |
| 15 april 1981 Plaats: Deventer Adelaarshorst    | Jo Körver 35' Jaan de Graaf 39'                                                           |               | 76' John Metgod 80' Kurt Welzl                                  |
| Halve finale (replay)                           | AZ '67                                                                                    | 6 – 1 (3 – 1) | Go Ahead Eagles                                                 |
| 12 mei 1981 Plaats: Alkmaar Alkmaarderhout      | Ronald Spelbos 10' (pen.) Kurt Welzl 25', 75', 87' Kristen Nygaard 52' Hugo Hovenkamp 80' |               | 9' Han Unaola                                                   |
| Finale                                          | Ajax                                                                                      | 1 – 3 (0 – 1) | AZ '67                                                          |
| 28 mei 1981 Plaats: Amsterdam Olympisch Stadion | Gerald Vanenburg 52'                                                                      |               | 23' Pier Tol 58' Ronald Spelbos 73' Kristen Nygaard             |

### UEFA Cup

#### Eerste ronde
| 1e ronde, wedstrijd 1                                      | AZ '67                                                                                 | 6 – 0 (3 – 0) | Red Boys Differdange                          | Opstelling AZ '67: |
| 17 september 1980 Plaats: Alkmaar Alkmaarderhout           | Hugo Hovenkamp 30' Kristen Nygaard 37' Jan Peters 44', 47' Kurt Welzl 58' Pier Tol 84' |               |                                               | Treijtel, Van der Meer, Metgod ( 46' Weijsters), Spelbos, Hovenkamp, Arntz, Peters, Nygaard, Jonker ( 46' Reijnders), Tol, Welzl |
| 1e ronde, wedstrijd 2                                      | Red Boys Differdange                                                                   | 0 – 4 (0 – 2) | AZ '67                                        | Opstelling AZ '67: |
| 30 september 1980 Plaats: Differdange Stade du Thillenberg |                                                                                        |               | 15', 40' (pen.), 46' Kees Kist 55' Kurt Welzl | Treijtel, Arntz, Metgod, Spelbos, Hovenkamp ( 46' Van der Meer), Peters, Nygaard, Jonker ( 46' Van der Meer), Welzl, Kist, Tol   |

#### Tweede ronde
| 2e ronde, wedstrijd 1                                 | DFS Levski-Spartak Sofia                                                  | 1 – 1 (0 – 0) | AZ '67                   | Opstelling AZ '67:                                                                                                 |
| 21 oktober 1980 Plaats: Sofia Georgi Asparuhovstadion | Emil Spasov 54' (pen.)                                                    |               | 47' Kees Kist            | Treijtel, Van der Meer, Metgod, Spelbos, Hovenkamp, Arntz, Peters, Nygaard, Kist, Welzl ( 75' Van den Dungen), Tol |
| 2e ronde, wedstrijd 2                                 | AZ '67                                                                    | 5 – 0 (1 – 0) | DFS Levski-Spartak Sofia | Opstelling AZ '67:                                                                                                 |
| 5 november 1980 Plaats: Alkmaar Alkmaarderhout        | Pier Tol 30', 57' Kristen Nygaard 51' (pen.) Kees Kist 61' Jan Peters 89' |               |                          | Treijtel, Van der Meer, Metgod, Spelbos, Hovenkamp, Arntz, Peters, Nygaard, Jonker, Kist, Tol                      |

#### Derde ronde
| 3e ronde, wedstrijd 1                           | FK Radnički Niš                                            | 2 – 2 (0 – 1) | AZ '67                     | Opstelling AZ '67: |
| 26 november 1980 Plaats: Niš Stadion Čair       | Dragan Pantelić 47' (pen.) Aleksandar Panajotović 82'      |               | 32' Pier Tol 77' Kees Kist | Treijtel, Van der Meer, Metgod, Spelbos, Hovenkamp, Arntz, Peters, Nygaard, Jonker, Kist, Tol                               |
| 3e ronde, wedstrijd 2                           | AZ '67                                                     | 5 – 0 (2 – 0) | FK Radnički Niš            | Opstelling AZ '67: |
| 10 december 1980 Plaats: Alkmaar Alkmaarderhout | Kees Kist 20', 25', 65' Kristen Nygaard 42' Kurt Welzl 60' |               |                            | Treijtel, Van der Meer ( 87' Reijnders), Metgod, Spelbos, Hovenkamp, Arntz, Peters, Nygaard, Jonker, Kist, Tol ( 46' Welzl) |

#### Kwartfinale
| Kwartfinale, wedstrijd 1                    | AZ '67                     | 2 – 0 (2 – 0) | SC Lokeren | Opstelling AZ '67: |
| 4 maart 1981 Plaats: Alkmaar Alkmaarderhout | Pier Tol 9' Kurt Welzl 18' |               |            | Treijtel, Van der Meer, Metgod, Spelbos, Hovenkamp, Arntz, Peters, Nygaard, Jonker, Tol ( 46' Kist), Welzl ( 80' Van den Dungen) |
| Kwartfinale, wedstrijd 2                    | SC Lokeren                 | 1 – 0 (1 – 0) | AZ '67     | Opstelling AZ '67: |
| 18 maart 1981 Plaats: Lokeren Daknamstadion | René Verheyen 80'          |               |            | Treijtel, Van der Meer, Metgod, Spelbos, Hovenkamp, Arntz, Peters, Nygaard, Jonker, Welzl, Tol ( 83' Van den Dungen)             |

#### Halve finale
| Halve finale, wedstrijd 1                            | FC Sochaux                                    | 1 – 1 (1 – 1) | AZ '67                                | Opstelling AZ '67:                                                                                             |
| 8 april 1981 Plaats: Montbéliard Stade Auguste Bonal | Bernard Genghini 22'                          |               | 14' Peter Arntz                       | Treijtel, Van der Meer, Metgod, Spelbos, Hovenkamp, Arntz, Peters, Nygaard, Jonker, Welzl, Tol                 |
| Halve finale, wedstrijd 2                            | AZ '67                                        | 3 – 2 (2 – 1) | FC Sochaux                            | Opstelling AZ '67:                                                                                             |
| 22 april 1981 Plaats: Alkmaar Alkmaarderhout         | John Metgod 19' Jos Jonker 37' Jan Peters 63' |               | 9' Bernard Genghini 73' Thierry Meyer | Treijtel, Van der Meer, Metgod, Spelbos, Hovenkamp, Weijsters, Peters, Nygaard, Jonker, Welzl, Tol ( 28' Kist) |

#### Finale
| Finale, wedstrijd 1                             | Ipswich Town FC                                           | 3 – 0 (1 – 0) | AZ '67                          | Opstelling AZ '67:                                                                                                   |
| 6 mei 1981 Plaats: Alkmaar Alkmaarderhout       | John Wark 30' (pen.) Frans Thijssen 47' Paul Mariner 55'  |               |                                 | Treijtel, Van der Meer, Metgod, Spelbos, Hovenkamp, Arntz, Peters, Nygaard ( 75' Welzl), Jonker, Kist, Tol           |
| Finale, wedstrijd 2                             | AZ '67                                                    | 4 – 2 (3 – 2) | Ipswich Town FC                 | Opstelling AZ '67:                                                                                                   |
| 20 mei 1981 Plaats: Amsterdam Olympisch stadion | Kurt Welzl 7' John Metgod 25' Pier Tol 40' Jos Jonker 73' |               | 4' Frans Thijssen 32' John Wark | Treijtel, Reijnders, Metgod, Spelbos, Hovenkamp, Arntz, Peters, Nygaard, Jonker, Welzl ( 80' Talan), Tol ( 46' Kist) |

## Statistieken  AZ '67 1980/1981

### Eindstand  AZ '67 in de Nederlandse Eredivisie 1980 / 1981
| Stand | Gespeeld | Gewonnen | Gelijk | Verloren | Punten | Doelpunten voor | Doelpunten tegen |
| ----- | -------- | -------- | ------ | -------- | ------ | --------------- | ---------------- |
| 1e    | 34       | 27       | 6      | 1        | 60     | 101             | 30               |

### Topscorers
| #                    | Naam                 | Goal |
| -------------------- | -------------------- | ---- |
| 1.                   | Pier Tol             | 20   |
| 1.                   | Kurt Welzl           | 20   |
| 3.                   | Kristen Nygaard      | 14   |
| 4.                   | Kees Kist            | 11   |
| 5.                   | Jan Peters           | 8    |
| 6.                   | Jos Jonker           | 7    |
| 7.                   | Hugo Hovenkamp       | 5    |
| 8.                   | Ronald Spelbos       | 4    |
| 9.                   | Peter Arntz          | 3    |
| 9.                   | John Metgod          | 3    |
| 11.                  | Richard van der Meer | 1    |
| 11.                  | Henk van Rijnsoever  | 1    |
| Onbekende doelpunten |                      |      |
| 1.                   | Onbekend             | 4    |
| Totaal               | Totaal               | 101  |

| #      | Naam            | Goal |
| ------ | --------------- | ---- |
| 1.     | Kurt Welzl      | 5    |
| 2.     | Kristen Nygaard | 4    |
| 2.     | Jan Peters      | 4    |
| 4.     | Kees Kist       | 3    |
| 4.     | Pier Tol        | 3    |
| 6.     | John Metgod     | 2    |
| 6.     | Ronald Spelbos  | 2    |
| 8.     | Hugo Hovenkamp  | 1    |
| Totaal | Totaal          | 24   |

| #      | Naam            | Goal |
| ------ | --------------- | ---- |
| 1.     | Kees Kist       | 9    |
| 2.     | Pier Tol        | 6    |
| 3.     | Kurt Welzl      | 5    |
| 4.     | Jan Peters      | 4    |
| 5.     | Kristen Nygaard | 3    |
| 6.     | John Metgod     | 2    |
| 6.     | Jos Jonker      | 2    |
| 8.     | Peter Arntz     | 1    |
| 8.     | Hugo Hovenkamp  | 1    |
| Totaal | Totaal          | 33   |

## Voetnoten
Ajax ·
AZ '67 ·
Excelsior ·
Feyenoord ·
Go Ahead Eagles ·
FC Groningen ·
FC Den Haag ·
MVV ·
NAC ·
N.E.C. ·
PEC Zwolle ·
PSV ·
Roda JC ·
Sparta ·
FC Twente ·
FC Utrecht ·
FC Wageningen ·
Willem II